# Pap Tibor (jogász, 1921–1976)
Pap Tibor (Munkács, 1921. november 1. – Budapest, 1976. január 6.) jogász, egyetemi tanár, az állam- és jogtudományok kandidátusa (1958).

## Életpályája
Általános iskoláit Palánkon és Moravska Trebován végezte el. Középiskoláit Lőcsén, Késmárkon és Munkácson járta ki. A Munkácsi Állami Gimnáziumban érettségizett. Egyetemi tanulmányait a budapesti (Pázmány Péter Tudományegyetem; 1940–1944), majd a leningrádi egyetemen végezte (1946–1949). 1949–1960 között a Magyar Tudományos Akadémia Állam- és Jogtudományi Intézetének munkatársa, majd főmunkatársa volt. 1950–1954 között a Pécsi Tudományegyetem Állam- és Jogtudományi Karán jogi karán a polgári jogi tanszéken oktatott. 1952–1972 között a Jogtudományi Közlöny szerkesztője, 1972–1976 között főszerkesztője volt. 1958–1976 között a Pécsi Tudományegyetem Állam- és Jogtudományi Karán tanszékvezetőként dolgozott. 1972-ig a II. Számú Polgári Jogi Tanszéken tevékenykedett eleinte tanszékvezetp docensként, majd 1960-tól egyetemi tanárként. 1972–1976 között a családjogi tanszéken tanszékvezető egyetemi tanár volt. 1973–1974 között részt vett a szocialista magyar jogrendszer alapjainak lerakásában, a családjogi törvény módosításának törvényalkotási munkájában. 
Tevékenykedett a Hazafias Népfront, a Magyar Jogász Szövetség, a Magyar Vöröskereszt vezető szerveiben.

## Családja
Szülei: Pap Gyula és Füleki Erzsébet voltak. 1950-ben, Budapesten házasságot kötött Szűcs Gizellával.
Sírja a Farkasréti temetőben található (35-14-12).

## Művei
- A házasság intézménye a népi demokratikus jogban (Budapest, 1959)
- Magyar családi jog (egyetemi tankönyv, Budapest, 1967)
- A szocialista országok családjogi törvényei (Budapest, 1969)

## Díjai
- "Az Igazságügy Kiváló Dolgozója" (1974)